# Bezirk Mies
Der Bezirk Mies (tschechisch Okresní hejtmanství Stříbro, politický okres Stříbro) war ein Politischer Bezirk im Königreich Böhmen. Der Bezirk umfasste Gebiete in Westböhmen im heutigen Plzeňský kraj (Okres Tachov, Okres Plzeň-jih und Okres Plzeň-sever). Sitz der Bezirkshauptmannschaft war die Stadt Mies (Stříbro). Das Gebiet gehörte seit 1918 zur neu gegründeten Tschechoslowakei und ist seit 1993 Teil Tschechiens.

## Geschichte
Die modernen, politischen Bezirke der Habsburgermonarchie wurden 1868 im Zuge der Trennung der politischen von der judikativen Verwaltung geschaffen.
Der Bezirk Mies wurde 1868 aus den Gerichtsbezirken Mies (tschechisch soudní okres Stříbro), Staab (Stob) und Tuschkau (Touškov) gebildet.
1901 wurde zusätzlich die Errichtung des Gerichtsbezirks Dobrzan bestimmt, der aus Gemeinden des Gerichtsbezirks Staab gebildet wurde.
Die Bildung des Gerichtsbezirks Dobrzan wurde dabei am 1. Juni 1902 amtswirksam.
Im Bezirk Mies lebten 1869 51.405 Personen, wobei der Bezirk ein Gebiet von 15,0 Quadratmeilen und 121 Gemeinden umfasste.
1900 beherbergte der Bezirk 67.421 Menschen, die auf einer Fläche von 877,92 km² bzw. in 128 Gemeinden lebten.
Der Bezirk Taus umfasste 1910 eine Fläche von 877,91 km² und eine Bevölkerung von 73.109 Personen. Von den Einwohnern hatten 12.938 Tschechisch und 59.864 Deutsch als Umgangssprache angegeben. Weiters lebten im Bezirk 307 Anderssprachige oder Staatsfremde. Zum Bezirk gehörten vier Gerichtsbezirke mit insgesamt 128 Gemeinden bzw. 144 Katastralgemeinden.